# Янгельское
Я́нгельское (баш. Йәнгел) — село в Абзелиловском районе Республики Башкортостан. Административный центр Янгильского сельсовета. Согласно переписи 2020 года население составляло 1345 человек.

## Географическое положение
Расположено на правом берегу реки Янгельки, вблизи границы республики с Челябинской областью, в 20 км к юго-востоку от районного центра села Аскарова, в 245 км от столицы республики города Уфы, 18 км к юго-западу от города Магнитогорска
Через село проходит региональная автодорога 80Н-071 Давлетово — Альмухаметово.
Ближайшая железнодорожная станция Пещерная на ветке Магнитогорск — Сибай, находится в 7 км к востоку, в посёлке железнодорожной станции Пещерная Челябинской области.
Расстояние до:
- районного центра (Аскарово): 37 км,
- ближайшей крупной железнодорожной станции (Магнитогорск-Пассажирский): 44 км.

## История
Основано в 1929 г в связи с организацией совхоза «Красная Башкирия» как посёлок отделения совхоза. С 1934 г. с образованием совхоза «Янгильский» учитывалось как посёлок Центральной усадьбы совхоза.
В 2005 году сменился статус: посёлок Центральной усадьбы Янгильского совхоза стал селом.
Закон «О внесении изменений в административно-территориальное устройство Республики Башкортостан в связи с образованием, объединением, упразднением и изменением статуса населенных пунктов, переносом административных центров» от 20 июля 2005 года № 211-з постановил:

ст. 5. Изменить статус следующих населенных пунктов, установив тип поселения — село:

2) в Абзелиловском районе:

а) деревни Давлетово Давлетовского сельсовета
б) поселка Центральной усадьбы совхоза «Красная Башкирия» Краснобашкирского сельсовета
в) поселка Центральной усадьбы Янгильского совхоза Янгильского сельсовета
г) поселка Целинный Альмухаметовского сельсовета
д) поселка Кусимовского рудника Кусимовского сельсовета

Современное название Янгельское с 2007 г., до 10 сентября 2007 года называлось селом Центральной усадьбы Янгильского совхоза.

## Население
| 1968 | 2002  | 2009  | 2010  |
| ---- | ----- | ----- | ----- |
| 695  | ↗1235 | ↗1266 | ↗1332 |

98 % башкиры, 2 % русские.

## Религия
В селе есть мечеть.